# Northway Junction
Northway Junction est une localité d'Alaska (CDP) aux États-Unis, appartenant à la Région de recensement de Southeast Fairbanks. Sa population était de 54 habitants en 2010.

## Situation - climat
Elle est située sur la Route de l'Alaska à 8,9 km au nord-est de Northway, au pied de la colline Cheneathda, dans le Refuge faunique national de Tetlin.
Northway est composée de trois lieux : Northway où se trouve l'aéroport, et l'ancien village Northway Village situé 3 km au nord.
Les températures extrêmes vont de −58 °C en hiver à 33 °C en été.

## Histoire
Les environs de Northway ont été peuplés par les Athabaskans qui trouvaient leur subsistance le long des rivières Chisana et Nabesna. Le développement de la ville actuelle est dû à l'aéroport qui a été construit pendant la Seconde Guerre mondiale, afin d'établir un réseau d'approvisionnement entre le Canada et l'Aalaska, et à la construction de la Route de l'Alaska.
L'économie actuelle de la localité est basée sur le tourisme de passage sur la Route de l'Alaska.

## Démographie
| 1990 | 2000 | 2010 | - |
| ---- | ---- | ---- | - |
| 88   | 72   | 54   | - |